# Daniela Fuß

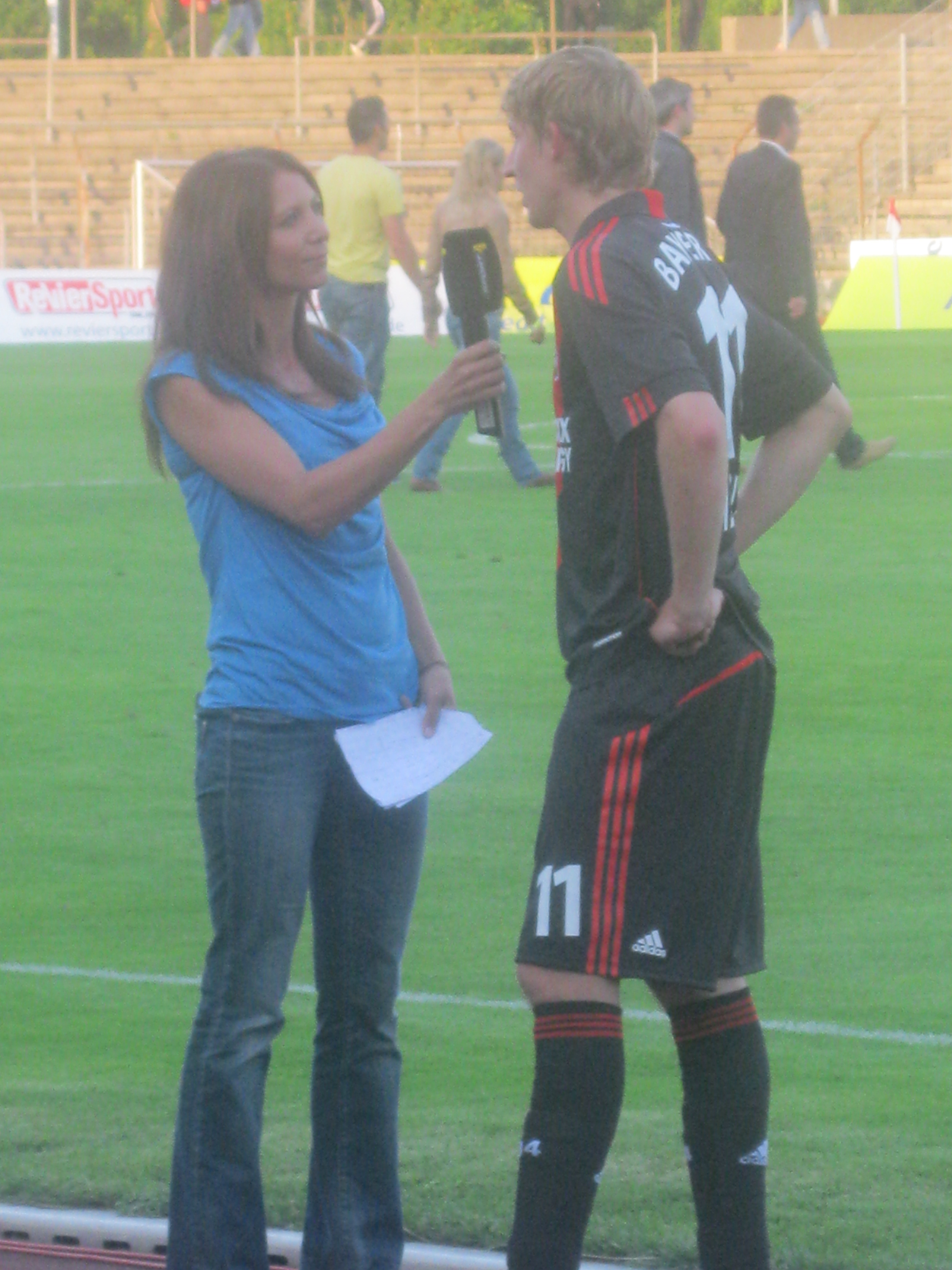
Daniela Fuß im Interview mit Stefan Kießling (2010)

Daniela Ulbing (zwischenzeitlich Daniela Fuß; * 4. Juni 1969 in Hattingen) ist eine deutsche Moderatorin und Journalistin.

## Leben und Wirken
Daniela Ulbing wuchs in Sprockhövel auf. Nach dem Abitur begann sie ein Studium der Betriebswirtschaftslehre an der Ruhr-Universität Bochum.
Während des Studiums arbeitete sie bei WDR 1 (jetzt 1Live) und wechselte 1994 zum Fernsehen. Von 1994 bis 1996 war sie bei RTL freie Mitarbeiterin im redaktionellen Bereich von Explosiv und Exclusiv. Ab 1996 war sie Moderatorin und Redakteurin beim Sender DSF (heute Sport1) in München. Sie stand dort von 2001 bis 2017 für Hattrick – Die 2. Bundesliga vor der Kamera und arbeitete zudem als „Field-Reporterin“ in der 1. und 2. Bundesliga. Darüber hinaus gehörte sie zum Moderatorenteam des Internetradios Sport1.FM, einem Schwestersender von Sport1. Von Januar bis September 2002 moderierte sie zudem beim Hessischen Rundfunk die Sendung Service Eltern. Von 2003 bis 2007 war sie Moderatorin des Servicemagazins Avenzio – schöner Leben! auf ProSieben, das 2004 für den Deutschen Fernsehpreis nominiert war.
Ulbing betrieb in München zusammen mit ihrem Ehemann eine Medienagentur und coachte angehende Journalisten. Ab 2014 war sie als Projektleiterin in der Sportkommunikation für Sky und Klitschko Ventures tätig.
Vom 1. Februar bis zum 15. April 2021 war sie für 73 Tage als Kommunikationsleiterin des FC Schalke 04 tätig.
Daniela Ulbing hat zwei Kinder. Sie ist bekennender Fan des VfL Bochum.